# Aurikularia

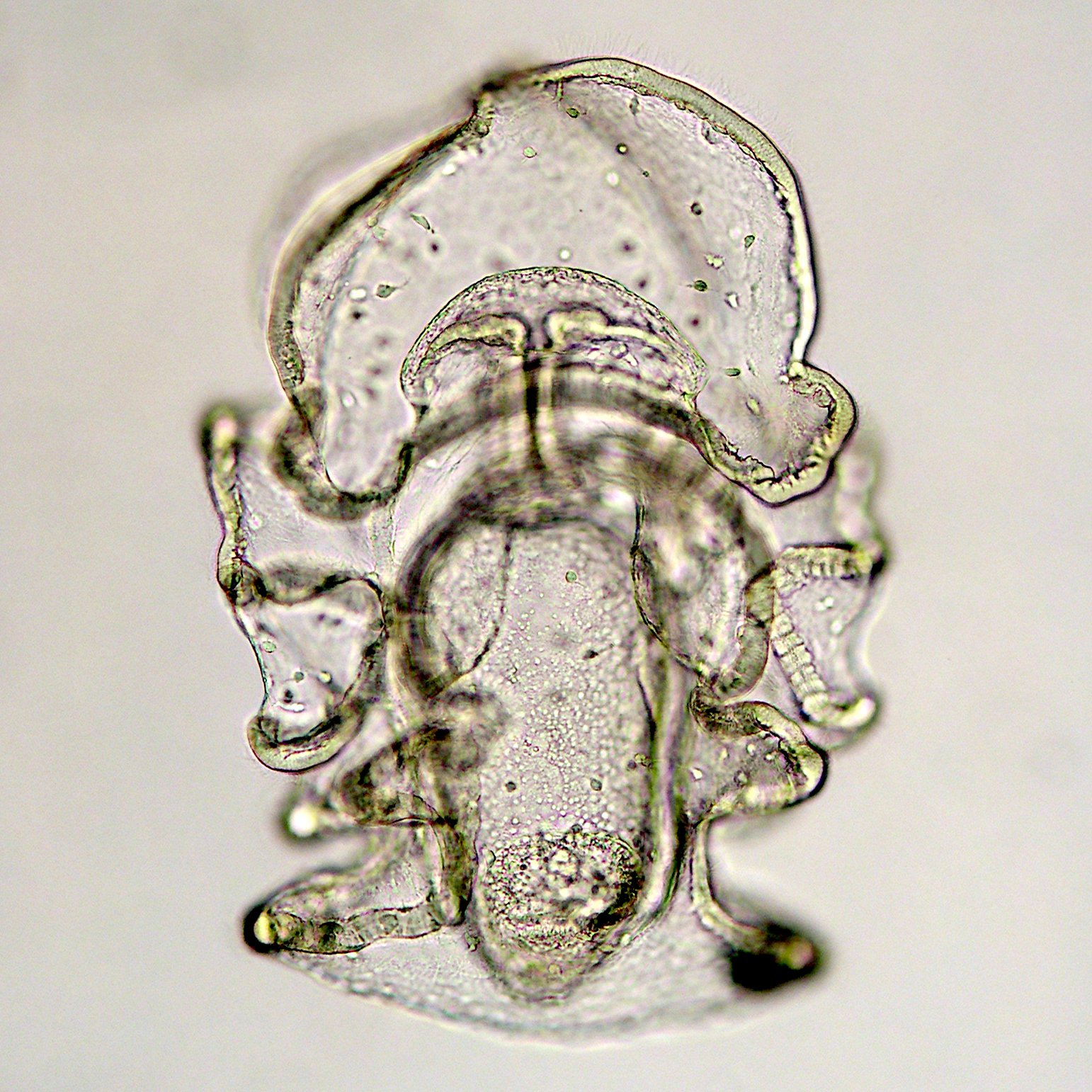
Aurikularia strzykwy.

Aurikularia, usznica, uszatka – typ larwy charakterystyczny dla strzykw (Holothuroidea). Cechuje się dwoma pasami pofałdowanych, odchodzących ku tyłowi ciała, rzęsek, przypominających kształtem uszka. Aurikularia jest podobna do dwurzęsicy (Bipinnaria), od której odróżnia ją brak ramion. Kolejnym stadium, w które się przekształca, jest doliolaria - zwana też witellarią.